# Amerikanska Jungfruöarna vid världsmästerskapen i simsport 2024
Amerikanska Jungfruöarna tävlade vid världsmästerskapen i simsport 2024 i Doha i Qatar mellan den 2 och 18 februari 2024. Amerikanska Jungfruöarna hade en trupp på två idrottare, en av vardera kön.

## Tävlande per sport
Följande är en lista över antalet tävlande per sport.
| Sport   | Herrar | Damer | Totalt |
| ------- | ------ | ----- | ------ |
| Simning | 1      | 1     | 2      |
| Totalt  | 1      | 1     | 2      |

## Simning
Herrar
| Idrottare      | Gren         | Heat    | Heat      | Semifinal        | Semifinal        | Final            | Final            |
| Idrottare      | Gren         | Tid     | Placering | Tid              | Placering        | Tid              | Placering        |
| -------------- | ------------ | ------- | --------- | ---------------- | ---------------- | ---------------- | ---------------- |
| Kaeden Gleason | 200 m frisim | 1.59,66 | 63        | Gick inte vidare | Gick inte vidare | Gick inte vidare | Gick inte vidare |
| Kaeden Gleason | 400 m frisim | 4.17,52 | 54        | —                | —                | Gick inte vidare | Gick inte vidare |

Damer
| Idrottare    | Gren          | Heat    | Heat      | Semifinal        | Semifinal        | Final            | Final            |
| Idrottare    | Gren          | Tid     | Placering | Tid              | Placering        | Tid              | Placering        |
| ------------ | ------------- | ------- | --------- | ---------------- | ---------------- | ---------------- | ---------------- |
| Riley Miller | 100 m frisim  | 1.01,08 | 49        | Gick inte vidare | Gick inte vidare | Gick inte vidare | Gick inte vidare |
| Riley Miller | 100 m ryggsim | 1.09,47 | 50        | Gick inte vidare | Gick inte vidare | Gick inte vidare | Gick inte vidare |